# Вицхельден
Вицхельден (нем. Witzhelden) — район города Лайхлинген, недалеко от городов Дюссельдорф, Золинген и Кёльн в земле Северный Рейн-Вестфалия, Германия.

## История
Вицхельден является частью Рейниш-Бергиш, более крупного района, который образует западную часть Бергишес-Ланда, где холмы Зауэрланда спускаются в долину Рейна. Со времен Средневековья до Наполеоновских войн (1100—1805) Бергишес-Ланд был территорией графства и герцогства Берг. Начиная с 1816 года Рейнские провинции стали территорией Пруссии.
В 1150 году дворянин по имени Хеммерсбах пожертвовал свое поместье цистерцианскому монастырю в Хеммероде на реке Мозель. Папа Луций III подтвердил эту передачу буллой, датированной 11 октября 1184 года, когда впервые упомянутая деревня была известна как Витзеледен, что означает «дом Вито, или Витриха». В 1235 году в записях Кёльнской церкви упоминается городская «Церковь Хенрика». К 1560 году город был преимущественно лютеранским.

## Известные жители города
- Иоганн Вильгельм Вильмс(1772—1847) — немецко-голландский композитор.
- Отто Адамс (1887—1966) — профсоюзный деятель, член парламента.
- Карл Хессельманн (1830—1902) — известный педагог.
- Торстен Янсен (род. 1976) — спортсмен, Чемпион мира по гандболу 2007 года, Чемпион Европы по гандболу 2004 года, обладатель Серебряной олимпийской медали 2004 года.